# Golden☆Best (coletânea de LAZY)
Golden☆Best é a sexta coletânea de LAZY. Foi lançada em 22 de dezembro de 2004 pela BMG e tem 20 faixas.

## Produção
Sexta coletânea da LAZY, primeira banda de Hironobu Kageyama, que também tinha membros da Neverland e da Loudness. Possui faixas ao vivo do álbum Moetsukita Seishun.

## Legado
Esta coletânea permanece, mesmo duas décadas depois, o último grande lançamento da banda, que só lançou esporádicos singles desde então. Talvez pela futura morte de dois integrantes, Tanaka em 2006, e Higuchi, em 2008.

## Faixas
| N.º            | Título                                      | Letras                      | Música          | Arranjo                   | Duração |  |
| 1.             | "Hey! I Love You!"                          | Yukinojo Mori               | Koji Makaino    | K. Makaino                | 3:19    |  |
| 2.             | "Camouflage"                                | Yumi Matsutoya              | Shinichi Tokura | S. Tokura                 | 2:44    |  |
| 3.             | "Akazukinchan Goyojin"                      | Masami Sugiyama             | S. Tokura       | S. Tokura                 | 2:49    |  |
| 4.             | "Moero Rock 'n' Roll Fire"                  | M. Sugiyama                 | S. Tokura       | S. Tokura                 | 4:23    |  |
| 5.             | "Jigoku no Tenshi"                          | Rei Nakanishi               | Y. Mori         | S. Tokura                 | 4:42    |  |
| 6.             | "Hello Hello Hello"                         | R. Nakanishi                | S. Tokura       | S. Tokura                 | 2:59    |  |
| 7.             | "My Angel"                                  | Yoshiko Miura               | S. Tokura       | S. Tokura                 | 4:34    |  |
| 8.             | "Full Count"                                | Y. Mori                     | Y. Mori         | LAZY                      | 3:08    |  |
| 9.             | "Ai Ni Wa Ai Wo"                            | Y. Miura                    | S. Tokura       | S. Tokura                 | 4:27    |  |
| 10.            | "Hotel"                                     | Y. Miura                    | LAZY            | LAZY                      | 4:23    |  |
| 11.            | "Baby, I Make a Motion"                     | Ritsu Iwasawa               | Kunihiko Kase   | Shigeki Watanabe          | 3:59    |  |
| 12.            | "Midnight Boxer"                            | Kazuko Kobayashi            | Kingo Hamada    | K. Makaino                | 3:39    |  |
| 13.            | "Kanashimi Wo Buttobase"                    | Y. Mori                     | K. Hamada       | Jun Sato                  | 3:09    |  |
| 14.            | "Kanjite Night"                             | A. Date                     | K. Mizutani     | A. Takasaki               | 3:03    |  |
| 15.            | "Dreamy Express Trip"                       | A. Date                     | K. Mizutani     | K. Mizutani e A. Takasaki | 4:32    |  |
| 16.            | "Time Gap"                                  | A. Date                     | K. Mizutani     | LAZY                      | 3:59    |  |
| 17.            | "Dreamer" (ao vivo)                         | Ayumi Date e Akira Takasaki | A. Takasaki     | LAZY                      | 5:04    |  |
| 18.            | "So Don't Cry" (ao vivo)                    | H. Tanaka                   | A. Takasaki     | LAZY                      | 4:33    |  |
| 19.            | "Earth Ark (Uchuusen Chikyuugou)" (ao vivo) | A. Date                     | A. Takasaki     | LAZY                      | 3:10    |  |
| 20.            | "Harukanaru Mother Land"                    | instrumental                | A. Takasaki     | LAZY                      | 3:42    |  |
| Duração total: | Duração total:                              | Duração total:              | Duração total:  | Duração total:            | 75:33   |  |

## Integrantes
- Hironobu Kageyama (Michell) - Vocal

- Akira Takasaki (Suzy) - Guitarra

- Hiroyuki Tanaka (Funny) - Baixo

- Shunji Inoue (Pocky) - Teclado

- Munetaka Higuchi (Davy) - Bateria